# Atentado contra la Universidad de Defensa Nacional Mariscal Fahim de 2018
El atentado contra la Universidad de Defensa Nacional Mariscal Fahim de 2018 fue un ataque terrorista realizado el 29 de enero a un instituto superior militar del Ejército Nacional Afgano en Kabul, capital de Afganistán. El ataque dejó como resultado 11 muertos y 16 heridos, el Estado Islámico se adjudicó el ataque.

## Antecedentes
La ciudad de Kabul desde mediados de enero de 2018 fue blanco de inmensos atentados contra diversos sectores urbanos concurridos por población local y extranjera, todos ellos fueron revindicados por organizaciones terroristas islamistas como el Talibán y Estado Islámico.

## Descripción del suceso
El atentado se llevó a cabo en la Universidad de Defensa Nacional Mariscal Fahim, instituto superior ligado al Ejército Nacional Afgano en Kabul, la madrugada del 29 de enero cinco hombres armados lograron ingresar a la primera sección del recinto estatal con el objetivo de llegar al batallón central que en ese momento se preparaba para realizar el desfile semanal del Ejército, al verse descubiertos dos de los hombres se hicieron estallar en el sitio donde se encontraban, los otros tres se fueron corriendo intentado llegar a su objetivo, dando como respuesta el asesinato a disparos de dos de los hombres por las fuerzas militares y la captura de uno de ellos. El enfrentamiento duró alrededor de cinco horas y al finalizar se registró que los atacantes llevaban chalecos explosivos, granadas de mano, lanzamisiles, rifles de asalto AK-47 y bombas para incendiar la academia.

### Víctimas
Según conteos recientes 11 miembros militares murieron y otros 16 resultaron heridos en el doble ataque suicida, dos atacantes fueron últimados y uno logró ser capturado antes de inmolarse.

### Información relevante
- Cuatro razones por las que el atentado de Afganistán debe importarte.
- A los talibanes les sale la peor competencia.
- Afganistán, un país condenado a muerte.

- Datos: Q47530602